# Прудки (район імені Лазо)
Прудки́ (рос. Прудки) — село у складі району імені Лазо Хабаровського краю, Росія. Входить до складу Польотненського сільського поселення.

## Населення
Населення — 128 осіб (2010; 165 у 2002).
Національний склад (станом на 2002 рік):
- росіяни — 93 %